# Paguinapua variata
Paguinapua variata är en insektsart som beskrevs av Young 1986. Paguinapua variata ingår i släktet Paguinapua och familjen dvärgstritar. Inga underarter finns listade i Catalogue of Life.